# Cyril Hume
Cyril Hume est un scénariste américain né le 16 mars 1900 à New York, New York (États-Unis), décédé le 26 mars 1966 à Palos Verdes (États-Unis).

## Filmographie
- 1930 : New Moon (en)
- 1931 : Trader Horn
- 1931 : Daybreak (en)
- 1932 : Tarzan, l'homme singe (Tarzan the Ape Man)
- 1933 : Carioca (Flying Down to Rio)
- 1934 : Affairs of a Gentleman
- 1934 : Mystères de Londres (Limehouse Blues) d'Alexander Hall
- 1936 : Yellow Dust
- 1936 : Tarzan s'évade (Tarzan Escapes)
- 1936 : Hula, fille de la brousse (The Jungle Princess)
- 1937 : On lui donna un fusil (They Gave Him a Gun)
- 1937 : La Vie, l'Art et l'Amour (Live, Love and Learn) de George Fitzmaurice
- 1937 : Arizona Bill (The Bad Man of Brimstone)
- 1939 : Tarzan trouve un fils (Tarzan Finds a Son!)
- 1940 : Twenty Mule Team
- 1942 : The Bugle Sounds de S. Sylvan Simon
- 1947 : L'Île enchantée (High Barbaree)
- 1949 : La Vengeance des Borgia (Bride of Vengeance)
- 1949 : Le Prix du silence (The Great Gatsby)
- 1949 : Tokyo Joe
- 1950 : La Dame sans passeport (A Lady Without Passport)
- 1950 : Marqué au fer (Branded)
- 1952 : Tarzan's Savage Fury
- 1956 : La Rançon (Ransom!)
- 1956 : Planète interdite (Forbidden Planet)
- 1956 : Derrière le miroir (Bigger Than Life)
- 1957 : Le Cerveau infernal (The Invisible Boy)
- 1959 : Les Aventuriers du Kilimandjaro (Killers of Kilimanjaro) de Richard Thorpe